# Tropidia effusa
Tropidia effusa är en orkidéart som beskrevs av Heinrich Gustav Reichenbach. Tropidia effusa ingår i släktet Tropidia och familjen orkidéer. Inga underarter finns listade i Catalogue of Life.